# 野牛島
野牛島（やぎゅうじま）は熊本県上天草市にある島である。

## 概要
大矢野島と維和島の間にある島で、大矢野島とは西大維橋(238m）、維和島とは東大維橋(380m）で結ばれている。

## 交通
- JR熊本駅→JR三角（みすみ）駅（約50分）

【車】三角駅～大矢野島～西大維橋～野牛島（車で約20分）。